# 貝坦索斯 (波托西省)
貝坦索斯（Betanzos）是玻利維亞的城鎮，由波托西省負責管轄，位於該國南部，距離首府波托西31公里，海拔高度3,327米，每年平均降雨量約500毫米，2010年人口6,448。
19°33′11″S 65°27′14″W / 19.5531°S 65.4539°W